# Natal'ja Aleksandrovna Armfel'dt
Natal'ja Aleksandrovna Armfel'dt, in russo Наталья Александровна Армфельдт? (Mosca, 1850 – Ust'-Kara, 29 settembre 1887), è stata una rivoluzionaria russa.

## Biografia
Nacque da genitori nobili. Il padre Aleksandr era professore della Facoltà di medicina dell'Università di Mosca, la madre era Anna Corvin-Krukovskaja, la cui famiglia contava, tra gli altri, due note sorelle: la matematica Sof'ja Kovalevskaja e Anna Jaclard.
Dopo il diploma all'Istituto Nikolaevskij di Mosca, proseguì gli studi di matematica nell'Università di Heidelberg. Tornata in Russia convertita alle idee rivoluzionarie, aderì a un Circolo Čajkovskij di Mosca e intraprese nel 1874 l'« andata nel popolo » con l'amica Varvara Batjuškova svolgendo propaganda presso i contadini della provincia di Orël, dove fu arrestata e rimandata nella tenuta materna del villaggio di Troparëvo, presso Mosca.
Qui fu nuovamente arrestata nel settembre del 1875 per aver propagandato le idee populiste presso i figli dei contadini che frequentavano la scuola pubblica e fu confinata a Buj, dove visse insieme con l'amica Ekaterina Barteneva. Ottenuto il permesso tornare a Troparëvo, nel 1877 entrò in contatto con Željabov, Son'ja Perovskaja e altri populisti di Zemlja i Volja. Fuggita nell'aprile del 1878 a Mosca e poi a Kiev, entrò in un circolo di "ribelli del Sud". Fu arrestata con altri rivoluzionari il 1º febbraio 1879 dopo un conflitto a fuoco nel quale un suo compagno uccise un poliziotto.
Il tribunale militare di Kiev la condannò, il 4 maggio 1879, a 14 anni e 10 mesi di lavori forzati con esilio perpetuo in Siberia. Deportata nel campo di Ust'-Kara, nel 1885 la pena le fu commutata nel confino e il 3 maggio 1887 sposò il detenuto politico Aleksej Komov. A Ust'-Kara morì poco dopo, il 29 settembre 1887, di tubercolosi.